# Il manifesto
Il manifesto, egentligen il manifesto, är en italiensk kommunistisk tidning, grundad 23 juni 1969 av Aldo Natoli, Luigi Pintor, Rossana Rossanda, Valentino Parlato och Lucio Magri. Samtliga var medlemmar av PCI och representerade partiets vänsterflygel tills de uteslöts ur partiet 1969. De företrädde åsikter som avvek från PCI:s officiella linje och grundade tidningen för att kunna driva sin egen, vilket de inte hade kunnat göra i partiorganet L'Unità. Från början utkom den nya tidningen som en månatlig tidskrift men efter ett par år blev den en dagstidning. Redaktionen och en grupp som samlades kring den blev i praktiken ett litet men stridbart parti som kom att delta såväl i allmänna val som i blyårens ofta våldsamma demonstrationer. Partiets röstmagnet i parlamentsvalen 1972 var den för bombdådet på Piazza Fontana misstänkte men sedermera frikände anarkisten Pietro Valpreda som fick 11 605 röster, vilket hade gett honom en plats i parlamentet om partiet totalt hade fått något fler röster än de 1,15 % som blev utfallet i hans valdistrikt.